# Villers-le-Gambon
Villers-le-Gambon is een plaats en deelgemeente van de Belgische gemeente Philippeville.
Villers-le-Gambon ligt in de provincie Namen en was tot 1 januari 1977 een zelfstandige gemeente.

## Demografische ontwikkeling
- Bronnen:NIS, Opm:1831 tot en met 1970=volkstellingen, 1976= inwoneraantal op 31 december

Fagnolle · Franchimont · Jamagne · Jamiolle · Merlemont · Neuville · Omezée · Roly · Romedenne · Samart · Sart-en-Fagne · Sautour · Surice · Villers-en-Fagne · Villers-le-Gambon · Vodecée

Belgische gemeenten · arrondissement Philippeville · provincie Namen · Wallonië